# Кэш, Мэтти
Мэ́ттью Стью́арт Кэш (англ. Matthew Stuart Cash; родился 7 августа 1997, Слау), более известный как Мэ́тти Кэш (англ. Matty Cash) — польский и английский футболист, правый защитник клуба «Астон Вилла» и сборной Польши.

## Клубная карьера
Мэтти начал футбольную карьеру в футбольной академии клуба «Уиком Уондерерс». В 2012 году покинул клуб, так как из-за финансовых трудностей «Уиком» распустил свою молодёжную команду. Впоследствии играл за футбольную академию ФАБ (FAB Academy) в Бишеме (Беркшир), а в октябре 2014 года стал игроком молодёжной команды «Ноттингем Форест». В марте 2016 года отправился в аренду в клуб Лиги 2 "Дагенем энд Редбридж, в составе которого и состоялся его официальный дебют на профессиональном уровне (в матче против «Карлайл Юнайтед» 8 марта 2016 года).
5 августа 2016 года Кэш подписал новый трёхлетний контракт с «Ноттингем Форест». На следующий день он дебютировал в основном составе «Ноттингема» в матче Чемпионшипа против «Бертон Альбион». До 2019 года в основном выступал на позиции полузащитника, но в сезоне 2019/20 начал активно использоваться в роли правого крайнего защитника. В августе 2020 года он был признан лучшим игроком сезона в «Ноттингем Форест». С 2016 по 2020 год Мэтти Кэш провёл за «Ноттингем Форест» 141 матч и забил 13 голов.
3 сентября 2020 года перешёл в «Астон Виллу» за 16 млн фунтов, подписав с бирмингемским клубом пятилетний контракт. 21 сентября 2020 года дебютировал за «Виллу» в матче Премьер-лиги против «Шеффилд Юнайтед».

## Карьера в сборной
Предки Мэтти по материнской линии — поляки. В сентябре 2021 года Кэш подал заявление на получение польского паспорта, а в ноябре того же года получил вызов в сборную Польши. 12 ноября 2021 года дебютировал за сборную Польши в матче против сборной Андорры.

## Достижения
- Игрок сезона «Ноттингем Форест»: 2019/20[5]